# Družstevná pri Hornáde
Družstevná pri Hornáde és un poble i municipi d'Eslovàquia. Es troba a la regió de Košice, a l'est del país.

## Història
La primera referència escrita de la vila data del 1423.

## Demografia
| Godina             | 1994 | 2004    | 2014    | 2024   |
| ------------------ | ---- | ------- | ------- | ------ |
| Nombre de persones | 3021 | 2177    | 2678    | 2852   |
| Diferència         |      | −27,93% | +23,01% | +6,49% |

| Godina             | 2023 | 2024   |
| ------------------ | ---- | ------ |
| Nombre de persones | 2804 | 2852   |
| Diferència         |      | +1,71% |